# 2001 en jeu vidéo
 (août 2017).
Si vous disposez d'ouvrages ou d'articles de référence ou si vous connaissez des sites web de qualité traitant du thème abordé ici, merci de compléter l'article en donnant les références utiles à sa vérifiabilité et en les liant à la section « Notes et références ».
Cet article présente les faits marquants de l'année 2001 concernant le jeu vidéo.

## Événements
- Mars : Sega annonce l'arrêt de la production de la Dreamcast, ainsi que son retrait de l'industrie de jeu vidéo en tant que constructeur.
- 21 mars : sortie de la Game Boy Advance au Japon.
- 23 juin : Dixième anniversaire de Sonic the Hedgehog, le jeu Sonic Adventure 2 sort sur Dreamcast pour l'occasion.
- 12 septembre 2001, le simulateur de vol Microsoft Flight Simulator est accusé d'avoir poussé un tel degré de réalisme que les kamikazes l'auraient utilisé afin de s'entraîner pour perpétrer les attentats du 11 septembre 2001. Retrait provisoire du logiciel dans plusieurs points de vente le temps de l'enquête. Dans les mois qui suivent, de nombreux jeux dont le gameplay pourrait rappeler les attentats (par exemple ceux se déroulant à New York ou mettant en scène des terroristes) repoussent leur sortie pour éliminer tout risque de polémique[réf. nécessaire].
- 14 septembre : sortie de la GameCube au Japon, elle est ensuite rendue disponible aux États-Unis, le 18 novembre.
- 15 novembre : sortie de la Xbox aux États-Unis.
  - La vibration est accessible dès le lancement de la console.

## Principales sorties de jeux

### Japon
| 25 janvier   | Onimusha: Warlords                | PlayStation 2    |
| 21 mars      | Castlevania: Circle of the Moon   | Game Boy Advance |
| 28 avril     | Gran Turismo 3: A-Spec            | PlayStation 2    |
| 21 juin      | Tactics Ogre: The Knight of Lodis | Game Boy Advance |
| 18 juillet   | Ape Escape 2                      | PlayStation 2    |
| 19 juillet   | Final Fantasy X                   | PlayStation 2    |
| 21 juillet   | Mario Kart: Super Circuit         | Game Boy Advance |
| 21 août      | Wario Land 4                      | Game Boy Advance |
| 23 août      | Devil May Cry                     | PlayStation 2    |
| 14 septembre | Luigi's Mansion                   | GameCube         |
| 14 septembre | Super Monkey Ball                 | GameCube         |
| 14 septembre | Wave Race: Blue Storm             | GameCube         |
| 26 octobre   | Pikmin                            | GameCube         |
| 21 novembre  | Super Smash Bros. Melee           | GameCube         |
| 14 décembre  | Animal Crossing                   | GameCube         |
| 20 décembre  | Sonic Adventure 2 Battle          | GameCube         |
| 27 décembre  | Maximo                            | PlayStation 2    |

### États-Unis
| 5 mars       | Conker's Bad Fur Day                        | Nintendo 64   |
| 12 avril     | Civilization III                            | Windows       |
| 24 septembre | Silent Hill 2                               | PlayStation 2 |
| 30 septembre | Ico                                         | PlayStation 2 |
| 22 octobre   | Grand Theft Auto III                        | PlayStation 2 |
| 5 novembre   | Syphon Filter 3                             | PlayStation   |
| 7 novembre   | Star Wars: Rogue Squadron II - Rogue Leader | GameCube      |
| 14 novembre  | Metal Gear Solid 2: Sons of Liberty         | PlayStation 2 |
| 15 novembre  | Halo: Combat Evolved                        | Xbox          |
| 15 novembre  | Project Gotham Racing                       | Xbox          |
| 15 novembre  | Dead or Alive 3                             | Xbox          |

## Meilleures ventes

### Vente de jeux sur console au Japon
| Classement | Titre                                                              | Support          | Nombre d'unités |
| 1          | Final Fantasy X                                                    | PlayStation 2    | 2 434 015       |
| 2          | Gran Turismo 3                                                     | PlayStation 2    | 1 656 959       |
| 3          | Dragon Quest Monsters 2: Mysterious Key of Martha: Iru's Adventure | Game Boy Color   | 1 061 879       |
| 4          | Dragon Quest IV                                                    | PlayStation      | 1 039 443       |
| 5          | Onimusha: Warlords                                                 | PlayStation 2    | 982 875         |
| 6          | Everybody's Golf 3                                                 | PlayStation 2    | 871 167         |
| 7          | Super Smash Bros. Melee                                            | GameCube         | 838 237         |
| 8          | Metal Gear Solid 2: Sons of Liberty                                | PlayStation 2    | 750 560         |
| 9          | Pokémon Cristal                                                    | Game Boy Color   | 749 863         |
| 10         | Super Mario Advance                                                | Game Boy Advance | 747 792         |

## Récompenses
- Voir E3 2001
- John Carmack est récompensé par le AIAS Hall of Fame